# Кизилдала
Кизилдала́ (каз. Қызылдала) — село у складі Казигуртського району Туркестанської області Казахстану. Входить до складу сільського округу Каракози Абдалієва.
Населення — 912 осіб (2021; 909 у 2009, 863 у 1999, 806 у 1989).